# West Baraboo
West Baraboo es una villa ubicada en el condado de Sauk en el estado estadounidense de Wisconsin. En el Censo de 2010 tenía una población de 1414 habitantes y una densidad poblacional de 436,76 personas por kilómetro cuadrado.

## Geografía
West Baraboo se encuentra ubicada en las coordenadas 43°28′41″N 89°45′56″O / 43.47806, -89.76556. Según la Oficina del Censo de los Estados Unidos, West Baraboo tiene una superficie total de 3.24 km², de la cual 3.22 km² corresponden a tierra firme y (0.56 %) 0.02 km² es agua.

## Demografía
Según el censo de 2010, había 1414 personas residiendo en West Baraboo. La densidad de población era de 436,76 hab./km². De los 1.414 habitantes, West Baraboo estaba compuesto por el 92.79 % blancos, el 1.06 % eran afroamericanos, el 1.91 % eran amerindios, el 1.56 % eran asiáticos, el 0 % eran isleños del Pacífico, el 1.27 % eran de otras razas y el 1.41 % pertenecían a dos o más razas. Del total de la población el 4.95 % eran hispanos o latinos de cualquier raza.